# Rubina Raja
Rubina Raja (født 1975, Hørsholm) er en klassisk arkæolog, der er ansat som professor i klassisk arkæologi på Aarhus Universitet og centerleder for Center for Urbane Netværksudviklinger (UrbNet).
Hun er specialiseret i kultur, sociale strukturer og religionshistorie og arkæologi i fortiden. Hendes forskning inkluderer urban udvikling og netværksstudier, arkitektur og byplanlægning samt ikonografi fra hellenistisk til tidlig middelalder..
Raja gik på Niels Steensens Gymnasium, og læste herefter klassisk arkæologi på Københavns Universitet, Sapienza - Università di Roma i Rom og University of Oxford i England.
Raja blev ph.d. fra University of Oxford i 2005 (Lincoln College) med en afhandling om byudvikling og regionale identiteter i Østromerske provinser under vejledning af professorerne R.R.R. Smith og Margareta Steinby. Og hun var herefter ansat som postdoc på Universität Hamburg i Tyskland, inden hun i 2007 blev ansat som postdoc på Aarhus Universitet.
Hendes publikationer inkluderer artikler, bogkaptiler og monografier.
Hun var medlem af Det Unge Akademi i 2011-2016, og var formand i 2013.

## Hæder
- 2015 Tagea Brandts Rejselegat
- 2017 EliteForsk-prisen, der uddeles årligt af Uddannelses- og Forskningsministeriet til forskere under 45 år.[3][13]
- 2019 DM's forskningspris.[14]

## Publikationer

### Monografier
- Raja, R. (2019). The Palmyra Collection: Ny Carlsberg Glyptotek,Copenhagen: Ny Carlsberg Glyptotek.
- Krag, S., Raja, R.& Yon, J.-B. (2019). The collection of Palmyrene funerary portraits in the Musei Vaticani. Notes and observations. Bollettino dei monumenti musei e gallerie pontificie. Supplemento n. 4, Vatican: Edizioni Musei Vaticani.
- Raja, R. & Sørensen, A. H. (2015). Harald Ingholt and Palmyra,Aarhus: Fællestrykkeriet Aarhus Universitet. Danish translation: Harald Ingholt og Palmyra, Aarhus: Fællestrykkeriet Aarhus Universitet.
- Raja, R. (2012). Urban Development and Regional Identity in the Eastern Roman Provinces, 50 BC – AD 250: Aphrodisias, Ephesos, Athens, Gerasa, Copenhagen: Museum Tusculanum Press.

### Udvalgte artikler
- Albertson, F., Lapatin, K. & Raja, R. (2019). "Rejoining a Palmyrene Funerary Relief: Postscriptum", Zeitschrift für Orient-Archäologie 12, 168–183.
- Albrecht, J., Degelmann, C., Gasparini, V., Gordon, R., Patzelt, M., Petridou, G., Raja, R., Rieger, A.-K., Rüpke, J., Sippel, B., Urciuoli, E. R. & Weiss, L. (2018). "Religion in the making: the Lived Ancient Religion Approach"; Religion 38:4, 568–593.
- Barfod, G., Freestone, I., Lichtenberger, A., Raja, R. & Schwarzer, H. (2018). "Geochemistry of Byzantine and Early Islamic glass from Jerash, Jordan: Typology, recycling, and provenance", Geoarchaeology 33:6, 1–18.
- Hoffmann Barfod, Gry; Larsen, John Møller; Lichtenberger, Achim; Raja, Rubina (9. december 2015). "Revealing text in a complexly rolled silver scroll from Jerash with computed tomography and advanced imaging software". Scientific Reports. 5 (1): 17765. Bibcode:2015NatSR...517765H. doi:10.1038/srep17765. PMID 26648504.
- Barfod, G., Lichtenberger, A., Peterson, A., Raja, R. & Ting, C. (2019). "Middle Islamic Pottery from Jerash: New Research on Ceramic Fabrics and the Implications for Production Patterns of HMGP Pottery in Northern Jordan", Zeitschrift für Orient-Archäologie 12, 140–167.
- Birch, T., Orfanou, V., Lichtenberger, A., Raja, R., Barfod, G., Lesher, C.E., Schulze, I. & Schulze, W. (2019). "From nummi minimi to fulūs—small change and wider issues: Characterising coinage from Gerasa/Jerash (Late Roman to Umayyad periods)", Archaeological and Anthropological Sciences.
- Gordon, R., Lichtenberger, A. & Raja, R. (2017). "A new inscribed amulet from Gerasa (Jerash)", Syria 94, 297–306.
- Holdridge, G., Kristiansen, S. M., Raja, R. & Simpson, I. A. (2017). " City and wadi: Exploring the environs of Jerash", Antiquity 91, 1–6.
- Kaizer, T. & Raja, R. (2019). "Divine symbolism on the tesserae from Palmyra: Considerations about the so-called 'Symbol of Bel' or 'Signe de la Pluie'", Syria 95, 297-315.
- Kalaitzoglou, G., Lichtenberger, A. & Raja, R. (2018). " Preliminary report of the fourth season of the Danish-German Jerash Northwest Quarter Project 2014", Annual of the Department of Antiquities in Jordan 59, 11–43.
- Krag, S. & Raja, R. (2017). "Representations of women and children in Palmyrene banqueting reliefs and sarcophagus scenes", Zeitschrift für Orient-Archäologie 10, 196–227.
- Krag, S. & Raja, R. (2019). " Unveiling female hairstyles: Markers of Age, Social Roles, and Status in the Funerary Sculpture from Palmyra", Zeitschrift für Orient-Archäologie 2018:11, 242–277.
- Lichtenberger, A. & Raja, R. (2015), "New archaeological research in the Northwest Quarter of Jerash and its implications for the urban development of Roman Gerasa", American Journal of Archaeology 119:4, 483–500.
- Lichtenberger, A. &Raja, R. (2016). "A newly excavated private house in Jerash: Reconsidering aspects of continuity and change in material culture from Late Antiquity to the early Islamic period", Antiquité Tardive 24, 317–359.
- Lichtenberger, Achim; Raja, Rubina (8. august 2017). "Mosaicists at work: the organisation of mosaic production in Early Islamic Jerash". Antiquity. 91 (358): 998-1010. doi:10.15184/aqy.2017.66.
- Lichtenberger, A. & Raja, R. (2018). "From Synagogue to Church: The Appropriation of the Synagogue of Gerasa/Jerash under Justinian", Jahrbuch für Antike und Christentum 61, 85–98.
- Lichtenberger, A. & Raja, R. (2019). "18. Januar 749 n. Chr - Ein Erdbeben zerstört die Stadt Gerasa in Jordanien", Antike Welt 1:2019, 4.
- Lichtenberger, A. & Raja, R. (2019). "Management of water resources over time in semiarid regions: The case of Gerasa/Jerash in Jordan", WIREs Water, e1403
- Lichtenberger, A. & Raja, R. (2019). " Open-data presentation of a geophysical survey in Gerasa (Jerash), Jordan", Antiquity 93:371, e31.
- Lichtenberger, A. & Raja, R. (2019). "The Danish-German Jarash North-West Quarter Project: Results from the 2014-2015 seasons", Studies in the History and Archaeology of Jordan XIII, 51–71.
- Lichtenberger, A., Raja, R., Eger, C., Kalaitzoglou, G. & Sørensen, A. H. (2017). "A newly excavated private house in Jerash. Reconsidering aspects of continuity and change in material culture from Late Antiquity to the early Islamic period", Antiquité Tardive 24, 317–359.
- Lichtenberger, Achim; Raja, Rubina; Seland, Eivind Heldaas; Kinnaird, Tim; Simpson, Ian A. (25. juni 2019). "Urban-Riverine Hinterland Synergies in Semi-Arid Environments: Millennial-Scale Change, Adaptations, and Environmental Responses at Gerasa/Jerash". Journal of Field Archaeology. 44 (5): 333-351. doi:10.1080/00934690.2019.1625619.
- Lichtenberger, A., Raja, R. & Stott, D. (2019). "Mapping Gerasa: A new and open data map of the site", Antiquity 93:367, 1–7.
- Lichtenberger, A., Raja, R. & Sørensen, A. H. (2018). "The Danish-German Jerash Northwest Quarter Project 2014: Preliminary registration report", Annual of the Department of Anitquities in Jordan 59, 45–131.
- Lichterman, P., Raja, R., Rieger, A.-K. & Rüpke, J. (2017). "Grouping together in Lived Ancient Religion: Individual Interacting and the formation of groups", Religion in the Roman Empire3, 3–10.
- Raja, R. (2016). "In and out of contexts: Explaining religious complexity through the banqueting tesserae from Palmyra", Religion in the Roman Empire 2:3, 340–371.
- Raja, R. (2017). "Powerful images of the deceased: Palmyrene funerary portrait culture between local, Greek and Roman representations", in: Boschung, D. & Queyrel, F. (eds.), Bilder der Macht: Das griechische Porträt und seine Verwendung in der antiken Welt, Paderborn: Wilhelm Fink, 319–348.
- Raja, R. (2017)."Representations of the so-called 'former priests' in Palmyrene funerary art. A methodological contribution and commentary", Topoi Orient Occident 21:1, 51–81.
- Raja, R. (2017). "Zeus Olympios, Hadrian and the Jews of Antiochia-on-the-Chrysorrhoas-formerly-called-Gerasa", Studies in Mediterranean Archaeology PB185, 171–195.
- Raja, R. (2018). "Compilation and digitisation of the Palmyrene corpus of funerary portraits", Antiquity92:365, 1–7.
- Raja, R. (2018). "The matter of the Palmyrene 'modius'. Remarks on the history of research into the terminology of the Palmyrene priestly hat", Religion in the Roman Empire 4, 237–259.
- Raja, R. (2018). "Urbanising the Desert. Investigating the diversity of urban networks through the images of deceased Palmyrenes", in: Raja, R. & Sindbæk, S. M. (eds.), Urban Network Evolutions: Towards a high-definition archaeology, Aarhus: Aarhus University Press, 75–80.
- Raja, R. (2019). "Reconsidering the dorsalium or 'Curtain of Death' in Palmyrene Funerary Sculpture: Significance and Interpretations in Light of the Palmyra Portrait Project Corpus", in: Raja, R. (ed.), Revisiting the Religious Life of Palmyra, Contextualizing the Sacred 9, Turnhout: Brepols, 67–151.
- Raja, R. & Rüpke, J. (2018). "Introduction: Coming to terms with ancient religion", Religion in the Roman Empire 4:2, 157–161.
- Stott, David; Kristiansen, Søren Munch; Lichtenberger, Achim; Raja, Rubina (12. juni 2018). "Mapping an ancient city with a century of remotely sensed data". Proceedings of the National Academy of Sciences. 115 (24): E5450-E5458. doi:10.1073/pnas.1721509115. PMC 6004432. PMID 29844181.
- Ting, C., Lichtenberger, A. & Raja, R. (2019). "The technology and production of glazed ceramics from Middle Islamic Jerash, Jordan", Archaeometry 61:6, 1296–1312.